# I. Germánosz konstantinápolyi pátriárka
I. (Szent) Germánosz (ógörögül: Γερμανός, latinul: Germanus), (634 – 733) konstantinápolyi pátriárka 715-től 730-ig.
Már idős ember volt, amikor 715-ben megválasztották a császárváros pátriárkájának. Méltóságát már 15 éve viselte, amikor is III. León bizánci császár rá akarta kényszeríteni a szentképek elpusztítását elrendelő nyilatkozat aláírására. Germánosz elutasította a császárt: „Ha én vagyok Jónás, dobjatok a tengerbe, de ökumenikus zsinat nélkül, ó császár, nem változtathatom meg a hitletéteményt”, majd lemondott méltóságáról. Püspöki jelvényeit a Hagia Szophia székesegyházban hagyta, és visszavonult családi birtokára. Ott halt meg közel 100 évesen.
A második nikaiai zsinat 787-ben elismerte a szentképek tiszteletét, Germánoszt pedig „szentnek és boldogságosnak” nyilvánította. Ünnepét a bizánci egyház május 12. napján üli. Germánosz íróként is jelentős: több himnuszkölteménye és dogmatikus levele ismert (PG 98:39–384, 108:9–454).